# NGC 793
NGC 793 – gwiazda podwójna znajdująca się w gwiazdozbiorze Trójkąta. Skatalogował ją J. Gerhard Lohse w 1886 roku, błędnie sądząc, że to obiekt typu mgławicowego.